# The Mother Call
Pour plus de détails, voir Fiche technique et Distribution.
The Mother Call est un film muet américain réalisé par Lynn Reynolds, sorti en 1916.

## Fiche technique
- Titre : The Mother Call
- Réalisation : Lynn Reynolds
- Scénario : Lynn Reynolds, d'après une histoire de Ruth Ann Baldwin
- Producteur :
- Société de production :  Universal Film Manufacturing Company
- Société de distribution :  Universal Film Manufacturing Company
- Pays de production :  États-Unis
- Langue : film muet avec les intertitres en anglais
- Métrage : 300 m (1 bobine)
- Format : Noir et blanc — 35 mm — 1,33:1 — Muet
- Genre :
- Durée : 10 minutes
- Date de sortie :
  - États-Unis : 30 novembre 1916

## Distribution
- Mary Talbot : la mère
- Charles Cummings (en) : John
- Dorothy Davenport : Mary
- George Pearce (en) : le docteur